# Artur Sasko-Koburský
Princ Arthur, vévoda z Connaughtu a Strathearnu (Arthur William Patrick Albert, 1. května 1850, Londýn – 16. ledna 1942, tamtéž) byl člen britské královské rodiny, syn královny Viktorie, generální guvernér Kanady v letech 1911–1916.

## Biografie

### Původ, mládí
Narodil se 1. května roku 1850 jako třetí syn (sedmé dítě) britské královny Viktorie a jejího manžela, prince Alberta. Pokřtěn byl 22. června v soukromé kapli Buckinghamského paláce. Křest provedl Jan Bird Summer, arcibiskup z Canterbury, kmotry byli pruský korunní princ Vilém (budoucí německý císař Vilém I., Ida Sasko-Meiningenská (sňatkem princezna Sasko-Výmarsko-Eisenšská, sestra britské královny-vdovy Adelheid Sasko-Meiningenské, a Arthur Wellesley, 1. vévoda z Wellingtonu (jenž měl narozeniny ve stejný den jako malý princ, který své první jméno dostal na jeho počest).
Stejně jako jeho starší bratři získal základy vzdělání od soukromých vychovatelů. Již od dětství projevoval zájem o vojenský život a službu. V roce 1866 tedy zahájil studia na Královské vojenské akademii ve Woolwich.
V roce 1874 byl jmenován vévodou z Connaughtu a Strathearnu a hrabětem ze Sussexu.

### Kariéra
Od roku 1868 byl poručíkem v ženijním útvaru, poté sloužil v artilerii a u střelectva. V průběhu let vojenské služby pobýval mj. v Jižní Africe, Kanadě, Irsku, Egyptě (1882) a Indii (1886–1890). 1. dubna roku 1893 byl povýšen do hodnosti generála a pomýšlel na místo hlavního velitele britské armády, nakonec se však stal pouze velitelem vojenského okruhu v jižním Aldershot. 26. června roku 1902 byl jmenován polním maršálem. V letech 1900–1904 byl hlavním velitelem v Irsku, v letech 1904–1907 generálním inspektorem armády.
V roce 1911 byl jmenován generálním guvernérem Kanady. Byl prvním členem královské rodiny v této pozici. Spolu s manželkou dbal o dobré britsko-kanadské kontakty, díky řadě různých cest po zemi získal v Kanadě jistou popularitu. V prvních letech první světové války zůstal vévoda v pozici guvernéra a aktivně působil v pomocných vojenských službách; guvernérem byl do roku 1916.
Poté se vrátil do činné služby v armádě, kde setrval do konce války, zatímco jeho manželka a dcery pracovaly pro Červený kříž a další organizace pomáhající mírnit následky války.
Od roku 1874 nosil titul vévoda (Duke) Connaught a Strathearn a lord (Earl) Sussex. V roce 1899, po smrti synovce Alfréda, vévody z Edinburghu (syna svého staršího bratra Alfréda), se zařadil do linie nástupnictví vévodského titulu Saxe-Coburg-Gotha, ale rezignoval na něj (i jménem svého syna) ve prospěch jiného synovce, vévody Karla Eduarda (pohrobka svého mladšího bratra vévody Leopolda, vévody z Albany).

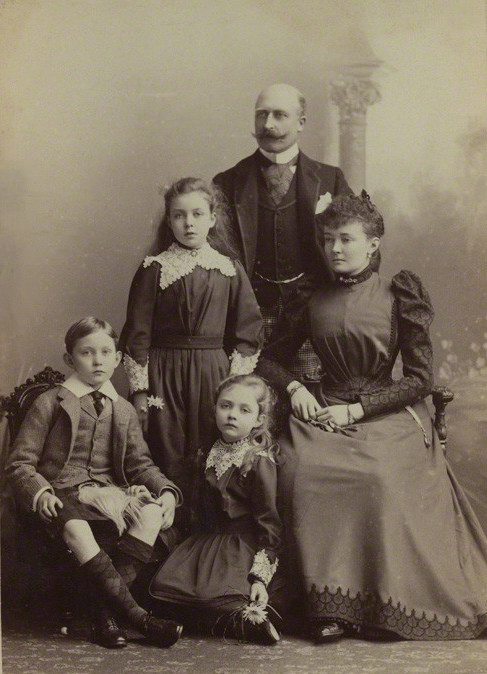
Princ Artur s rodinou v roku 1893

Náležel ke svobodným zednářům. V roce 1901 byl zvolen velmistrem britské Velké zednářské lóže, neboť dosavadní velmistr, jeho starší bratr, se stal králem jako Eduard VII. a jako se takový musel této funkce vzdát. Od té doby byl Artur velmistrem znovuvolen každoročně po dobu 37 let až do roku 1939, do věku téměř 90 let.
Byl nositelem mnoha nejvyšších řádů a vyznamenání, mezi nimi: Podvazkový řád, Řád sv. Michala a sv. Jiří, Řád lázně, Řád britského impéria, Řád sv. Patrika, Řád Indické říše, Řád bodláku.

### Manželství a potomci
- Markéta z Connaughtu (15. ledna 1882 – 1. května 1920) ⚭ 1905 Gustav (11. listopadu 1882 – 15. září 1973), vévoda ze Skåne a budoucí švédský král Gustav VI. Adolf
- Artur z Connaughtu (13. ledna 1883 – 12. září 1938), generální guvernér Jižní Afriky ⚭ 1913 Alexandra, 2. vévodkyně z Fife (17. května 1891– 26. února 1959)
- Patricia z Connaughtu (17. března 1886 – 12. ledna 1974) ⚭ 1919 Sir Alexander Ramsay (29. května 1881 – 8. října 1972), námořní velitel, pozdější admirál

### Poslední léta života
V roce 1928 se stáhl z veřejného života. Zemřel v Bagshot Park, Surrey 16. ledna roku 1942, v 91 letech věku. Pochován byl po boku své manželky (jež zemřela již v roce 1917) v královské hrobce ve Frogmore ve Windsoru.

## Tituly a vyznamenání
Jako příslušník britské královské rodiny a místokrál, byl princ Arthur držitelem řady titulů. Během svého života obdržel také mnoho národních i zahraničních vyznamenání jak civilní tak vojenské povahy. Byl také vojákem a dosáhl hodnosti polního maršála.

## Vývod z předků
|                      |                                      |  |                             |                                              |  |  |  |  |  |  |  | Arnošt Fridrich Sasko-Kobursko-Saalfeldský |
|                      |                                      |  |                             |                                              |  |  |  |  |  |  |  |                                            |
|                      | František Sasko-Kobursko-Saalfeldský |  |                             |                                              |  |  |  |  |  |  |  |                                            |
|                      |                                      |  |                             |                                              |  |  |  |  |  |  |  |                                            |
|                      |                                      |  |                             | Žofie Antonie Brunšvicko-Wolfenbüttelská     |  |  |  |  |  |  |  |                                            |
|                      |                                      |  |                             |                                              |  |  |  |  |  |  |  |                                            |
|                      | Arnošt I. Sasko-Kobursko-Gothajský   |  |                             |                                              |  |  |  |  |  |  |  |                                            |
|                      |                                      |  |                             |                                              |  |  |  |  |  |  |  |                                            |
|                      |                                      |  |                             | Jindřich XXIV. Reuss-Ebersdorf               |  |  |  |  |  |  |  |                                            |
|                      |                                      |  |                             |                                              |  |  |  |  |  |  |  |                                            |
|                      | Augusta Reuss Ebersdorf              |  |                             |                                              |  |  |  |  |  |  |  |                                            |
|                      |                                      |  |                             |                                              |  |  |  |  |  |  |  |                                            |
|                      |                                      |  |                             | Karolina Ernestina Erbašsko-Schönberská      |  |  |  |  |  |  |  |                                            |
|                      |                                      |  |                             |                                              |  |  |  |  |  |  |  |                                            |
|                      | Albert Sasko-Kobursko-Gothajský      |  |                             |                                              |  |  |  |  |  |  |  |                                            |
|                      |                                      |  |                             |                                              |  |  |  |  |  |  |  |                                            |
|                      |                                      |  |                             | Arnošt II. Sasko-Gothajsko-Altenburský       |  |  |  |  |  |  |  |                                            |
|                      |                                      |  |                             |                                              |  |  |  |  |  |  |  |                                            |
|                      | Augustus Sasko-Gothajsko-Altenburský |  |                             |                                              |  |  |  |  |  |  |  |                                            |
|                      |                                      |  |                             |                                              |  |  |  |  |  |  |  |                                            |
|                      |                                      |  |                             | Šarlota Sasko-Meiningenská                   |  |  |  |  |  |  |  |                                            |
|                      |                                      |  |                             |                                              |  |  |  |  |  |  |  |                                            |
|                      | Luisa Sasko-Gothajsko-Altenburská    |  |                             |                                              |  |  |  |  |  |  |  |                                            |
|                      |                                      |  |                             |                                              |  |  |  |  |  |  |  |                                            |
|                      |                                      |  |                             | Fridrich František I. Meklenbursko-Zvěřínský |  |  |  |  |  |  |  |                                            |
|                      |                                      |  |                             |                                              |  |  |  |  |  |  |  |                                            |
|                      | Luisa Šarlota Meklenbursko-Zvěřínská |  |                             |                                              |  |  |  |  |  |  |  |                                            |
|                      |                                      |  |                             |                                              |  |  |  |  |  |  |  |                                            |
|                      |                                      |  |                             | Luisa Sasko-Gothajsko-Altenburská            |  |  |  |  |  |  |  |                                            |
|                      |                                      |  |                             |                                              |  |  |  |  |  |  |  |                                            |
| Artur Sasko-Koburský |                                      |  |                             |                                              |  |  |  |  |  |  |  |                                            |
|                      |                                      |  |                             |                                              |  |  |  |  |  |  |  |                                            |
|                      |                                      |  | Frederik Ludvík Hannoverský |                                              |  |  |  |  |  |  |  |                                            |
|                      |                                      |  |                             |                                              |  |  |  |  |  |  |  |                                            |
|                      | Jiří III.                            |  |                             |                                              |  |  |  |  |  |  |  |                                            |
|                      |                                      |  |                             |                                              |  |  |  |  |  |  |  |                                            |
|                      |                                      |  |                             | Augusta Sasko-Gothajská                      |  |  |  |  |  |  |  |                                            |
|                      |                                      |  |                             |                                              |  |  |  |  |  |  |  |                                            |
|                      | Eduard August Hannoverský            |  |                             |                                              |  |  |  |  |  |  |  |                                            |
|                      |                                      |  |                             |                                              |  |  |  |  |  |  |  |                                            |
|                      |                                      |  |                             | Karel Ludvík Fridrich Meklenbursko-Střelický |  |  |  |  |  |  |  |                                            |
|                      |                                      |  |                             |                                              |  |  |  |  |  |  |  |                                            |
|                      | Šarlota Meklenbursko-Střelická       |  |                             |                                              |  |  |  |  |  |  |  |                                            |
|                      |                                      |  |                             |                                              |  |  |  |  |  |  |  |                                            |
|                      |                                      |  |                             | Alžběta Sasko-Hildburghausenská              |  |  |  |  |  |  |  |                                            |
|                      |                                      |  |                             |                                              |  |  |  |  |  |  |  |                                            |
|                      | královna Viktorie                    |  |                             |                                              |  |  |  |  |  |  |  |                                            |
|                      |                                      |  |                             |                                              |  |  |  |  |  |  |  |                                            |
|                      |                                      |  |                             | Arnošt Fridrich Sasko-Kobursko-Saalfeldský   |  |  |  |  |  |  |  |                                            |
|                      |                                      |  |                             |                                              |  |  |  |  |  |  |  |                                            |
|                      | František Sasko-Kobursko-Saalfeldský |  |                             |                                              |  |  |  |  |  |  |  |                                            |
|                      |                                      |  |                             |                                              |  |  |  |  |  |  |  |                                            |
|                      |                                      |  |                             | Žofie Antonie Brunšvicko-Wolfenbüttelská     |  |  |  |  |  |  |  |                                            |
|                      |                                      |  |                             |                                              |  |  |  |  |  |  |  |                                            |
|                      | Viktorie Sasko-Kobursko-Saalfeldská  |  |                             |                                              |  |  |  |  |  |  |  |                                            |
|                      |                                      |  |                             |                                              |  |  |  |  |  |  |  |                                            |
|                      |                                      |  |                             | Jindřich XXIV. Reuss-Ebersdorf               |  |  |  |  |  |  |  |                                            |
|                      |                                      |  |                             |                                              |  |  |  |  |  |  |  |                                            |
|                      | Augusta Reuss Ebersdorf              |  |                             |                                              |  |  |  |  |  |  |  |                                            |
|                      |                                      |  |                             |                                              |  |  |  |  |  |  |  |                                            |
|                      |                                      |  |                             | Karolina Ernestina Erbašsko-Schönberská      |  |  |  |  |  |  |  |                                            |
|                      |                                      |  |                             |                                              |  |  |  |  |  |  |  |                                            |